# Lycanthrope
Lycanthrope (strokovni oz. grški izraz za volkodlaka) je bila black/death metal skupina iz Maribora. Začetek delovanja skupine na sceni slovenskega melodičnega metala sega v leto 2005. Izdali so en studijski album, Monster Nature, iz leta 2007.

## Člani skupine
- Matej Prah – vokal
- Marko Šeško – glavna kitara
- Jernej Mavrič – ritmična kitara
- Dejan Zagorac – bobni
- Grega Harb – bas kitara

## Diskografija
- Monster Nature  (2007)